# چهارطاقی ساسانی ایزدخواست
چهارطاقی ساسانی مربوط به دوره ساسانیان - دوران‌های تاریخی پس از اسلام است و در ۷ کیلومتری شمال ایزدخواست در شهرستان آباده و در در ۷۵ کیلومتری شمال شهر آباده واقع شده و این اثر در تاریخ ۲ اسفند ۱۳۲۷ با شمارهٔ ثبت ۳۷۶ به‌عنوان یکی از آثار ملی ایران به ثبت رسیده‌است.
مسجدی بر اسکلت این چهارطاقی ساسانی بنا شده و پایه‌های سنگی ساسانی دیوارهای آن هنوز موجود است. این بنا در مجموعه قلعه ایزدخواست قرار دارد.

## معماری
دژ باستانی ایزدخواست بر فراز صخره بزرگی بنا نهاده شده‌است و در درون آن برماندهایی از آتشکده دوره ساسانیان بر جای مانده‌است. این چهارطاقی هم‌اکنون به صورت یک مسجد درآمده است، با این همه در درون دژ آثاری از زمان اصلی ساختمان دیده می‌شود. بر پایه دیدگاه کارشناسان باستان‌شناسی چگونگی معماری ساختمان‌های قلعه به دوران پیش از اسلام و دوره ساسانیان بازمی‌گردد.

### دژ ایزدخواست
سازندگان این دژ باستانی از عوامل طبیعی بیشترین بهره را برده‌اند و شهر خود را روی یک صخره رسوبی بزرگ بر پا ساخته‌اند که از سه سوی رو به پرتگاهی با بلندای ۶ تا ۱۵ متر دارد و تنها از یک سو که کمابیش همسطح زمین است و تنها راه درونشد به به دژ را در خود جای داده‌است که دری کوچک در ضلع جنوبی دژ است. همین عامل مایه آسودگی و امنیت دژ و دژنشینان درون آن شده و راه دستیابی دشمن به درون دژ را را نشدنی می‌کرده‌است.

## نگارخانه

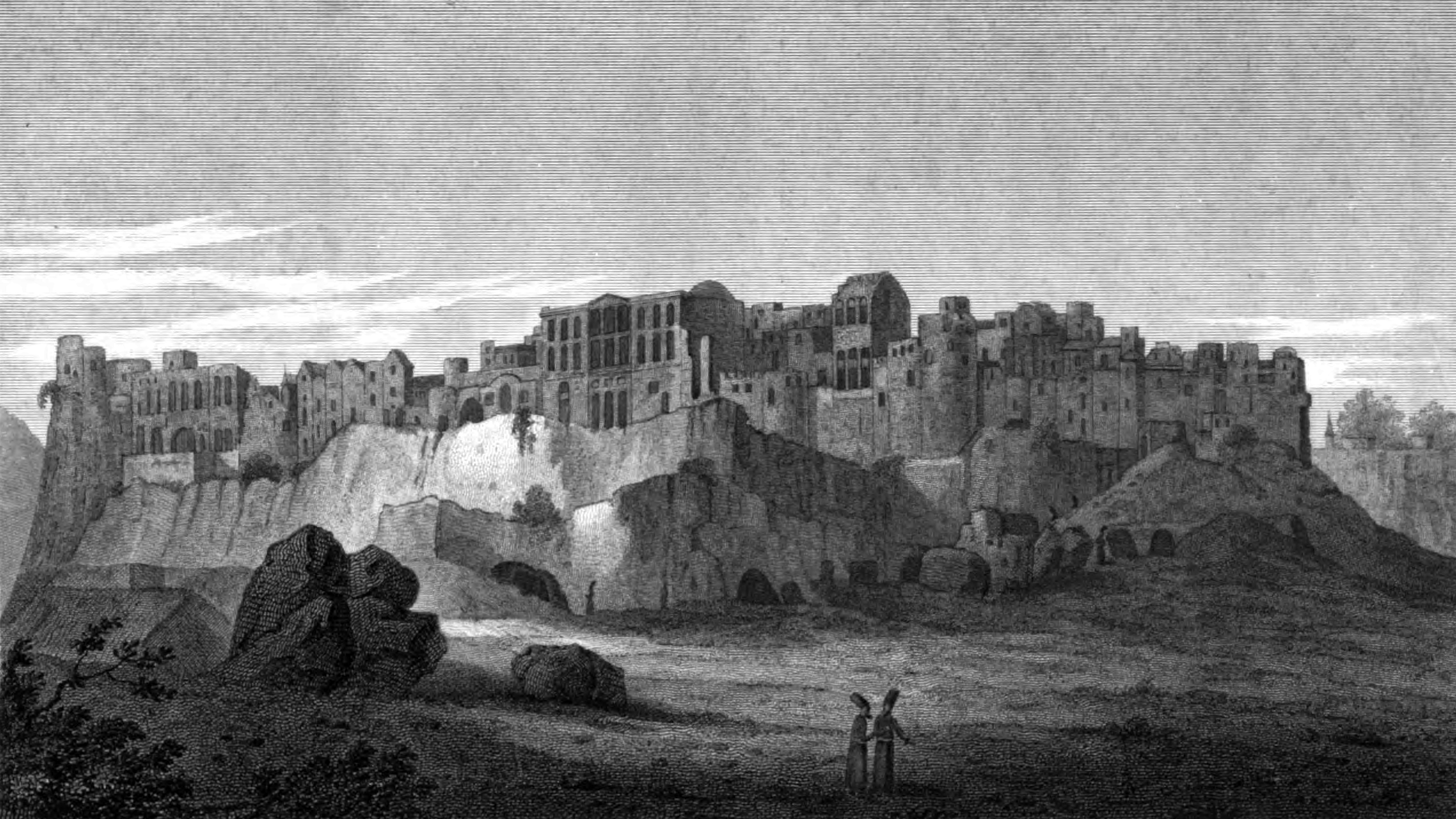
نگاره‌ای از دژ ایزدخواست بدستان چالرز هیث، سال ۱۸۱۵
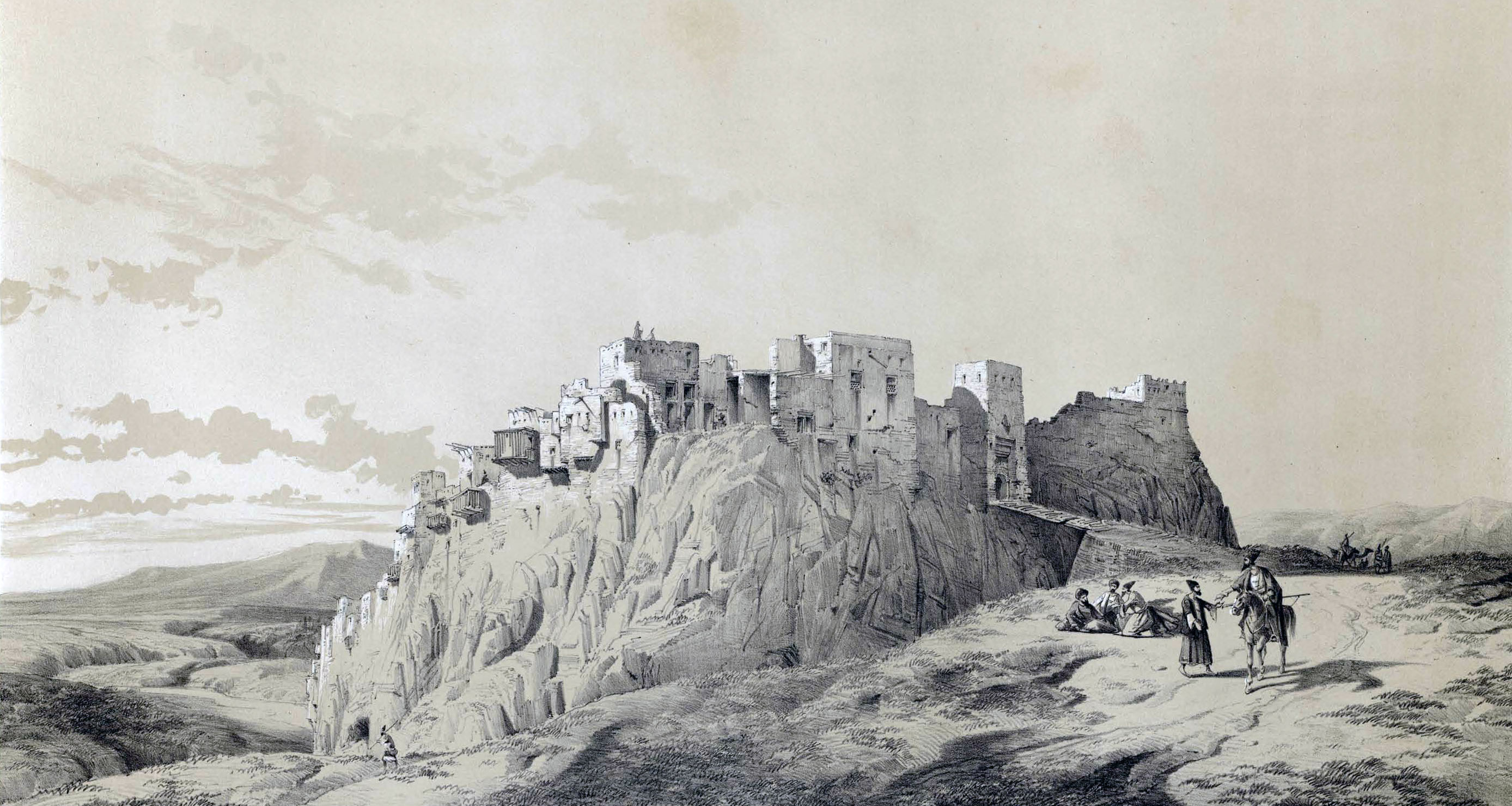
نقاشی از دژ ایزدخواست بدستان اوژن فلاندن، سال ۱۸۴۰
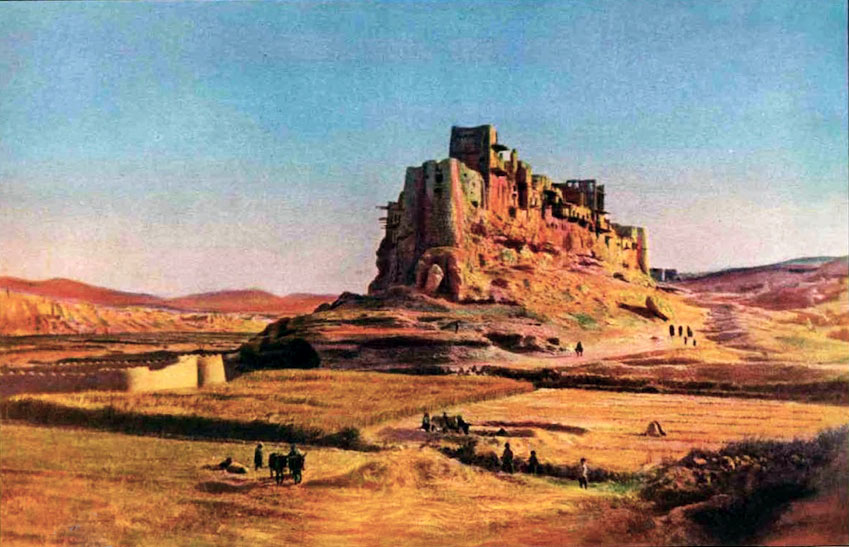
دژ ایزدخواست کاری از هارولد وستون در دهه ۱۹۲۰ میلادی
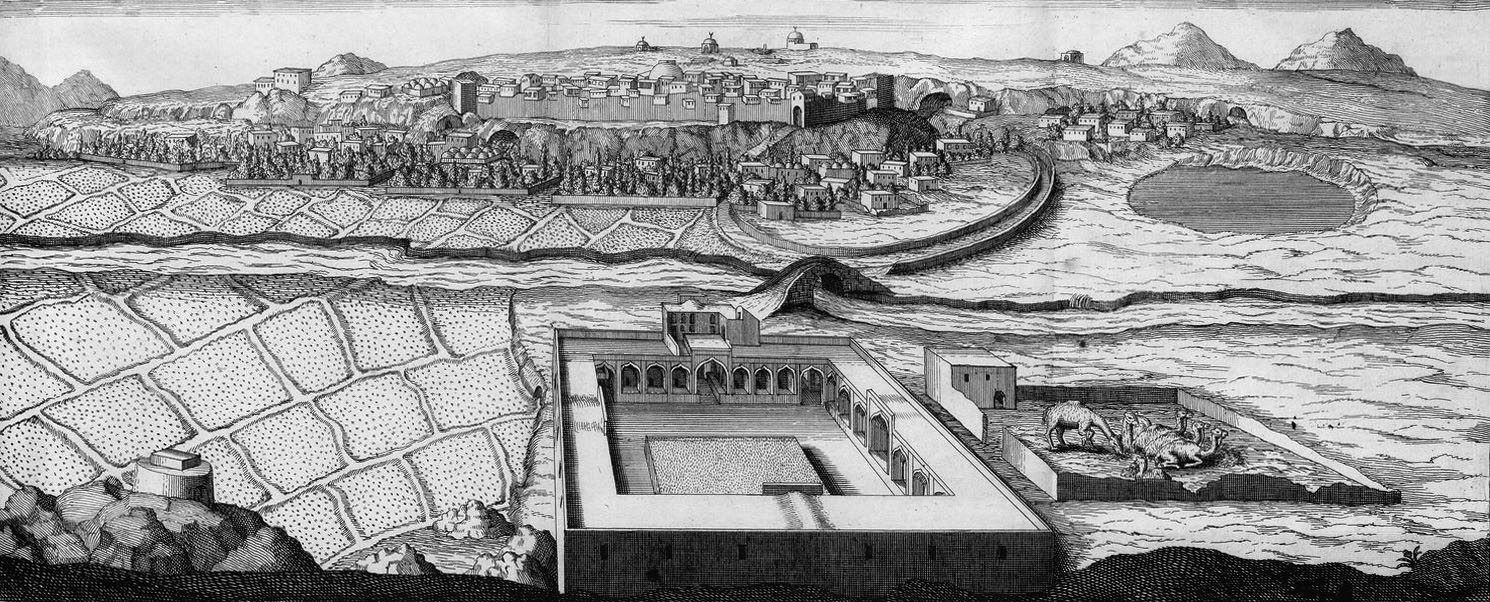
نمایی از ایزدخواست در سده هفدهم میلادی، اثر ژان شاردن
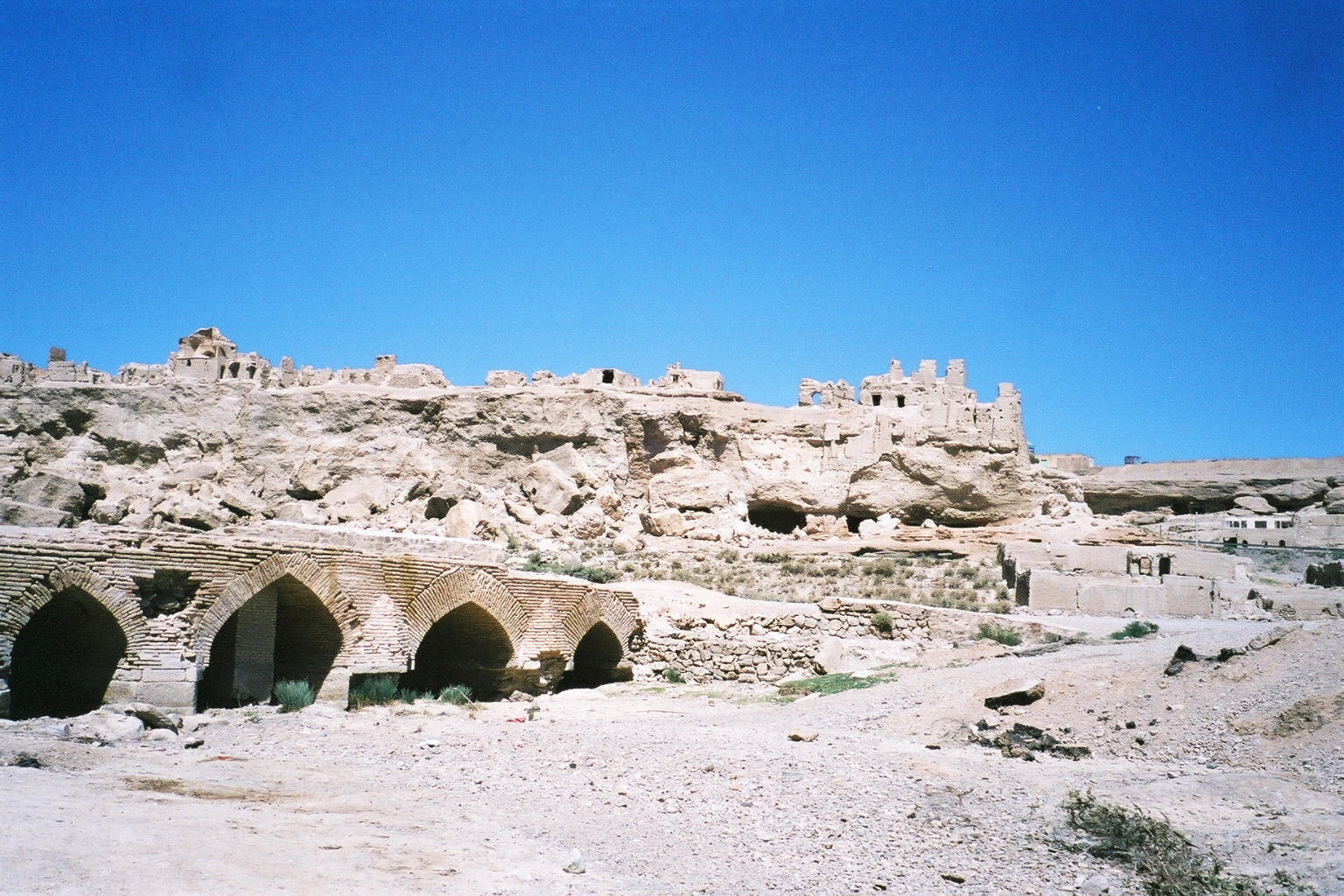
ویرانه‌های دژ ایزدخواست
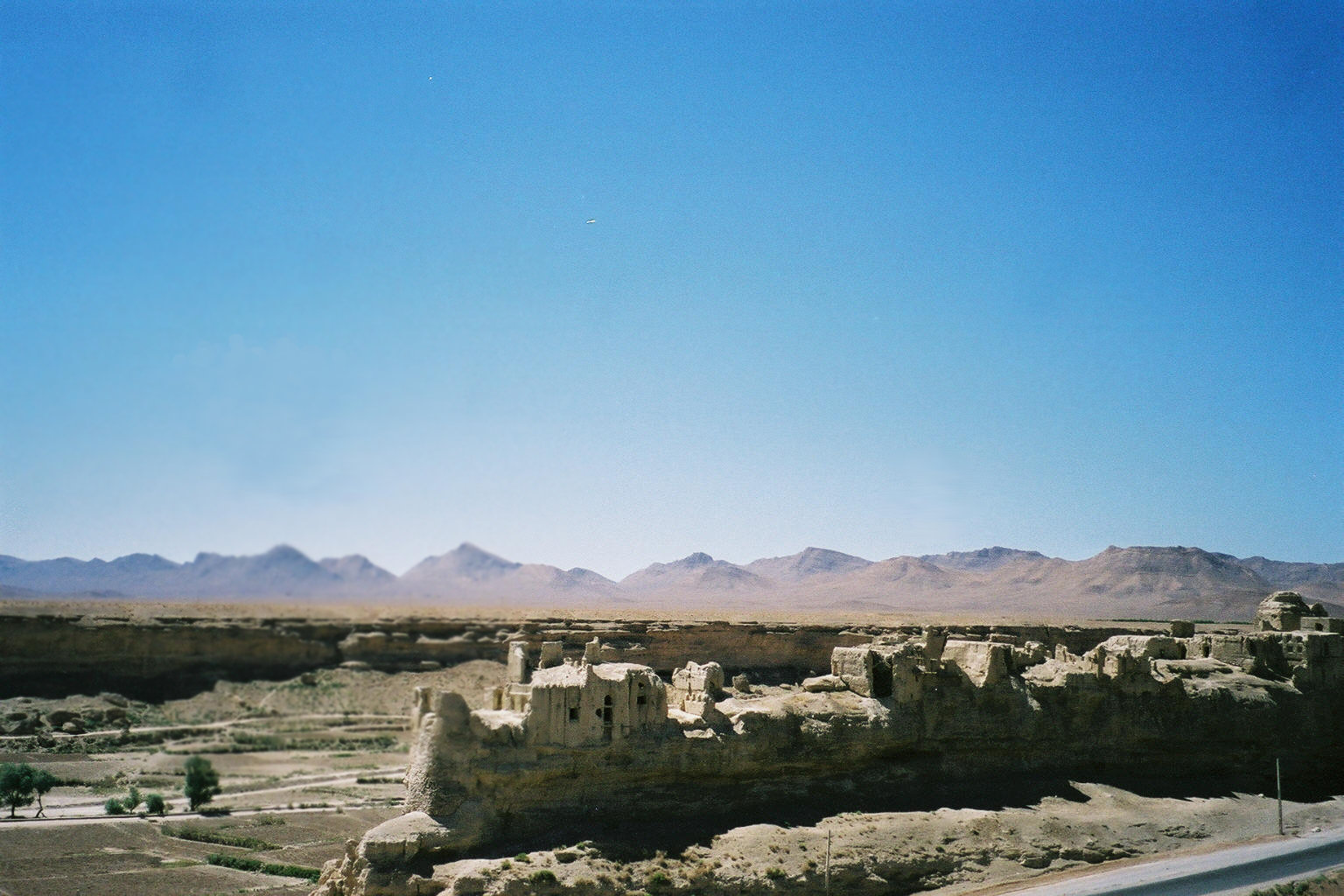
ویرانه‌های روزگار ساسانی
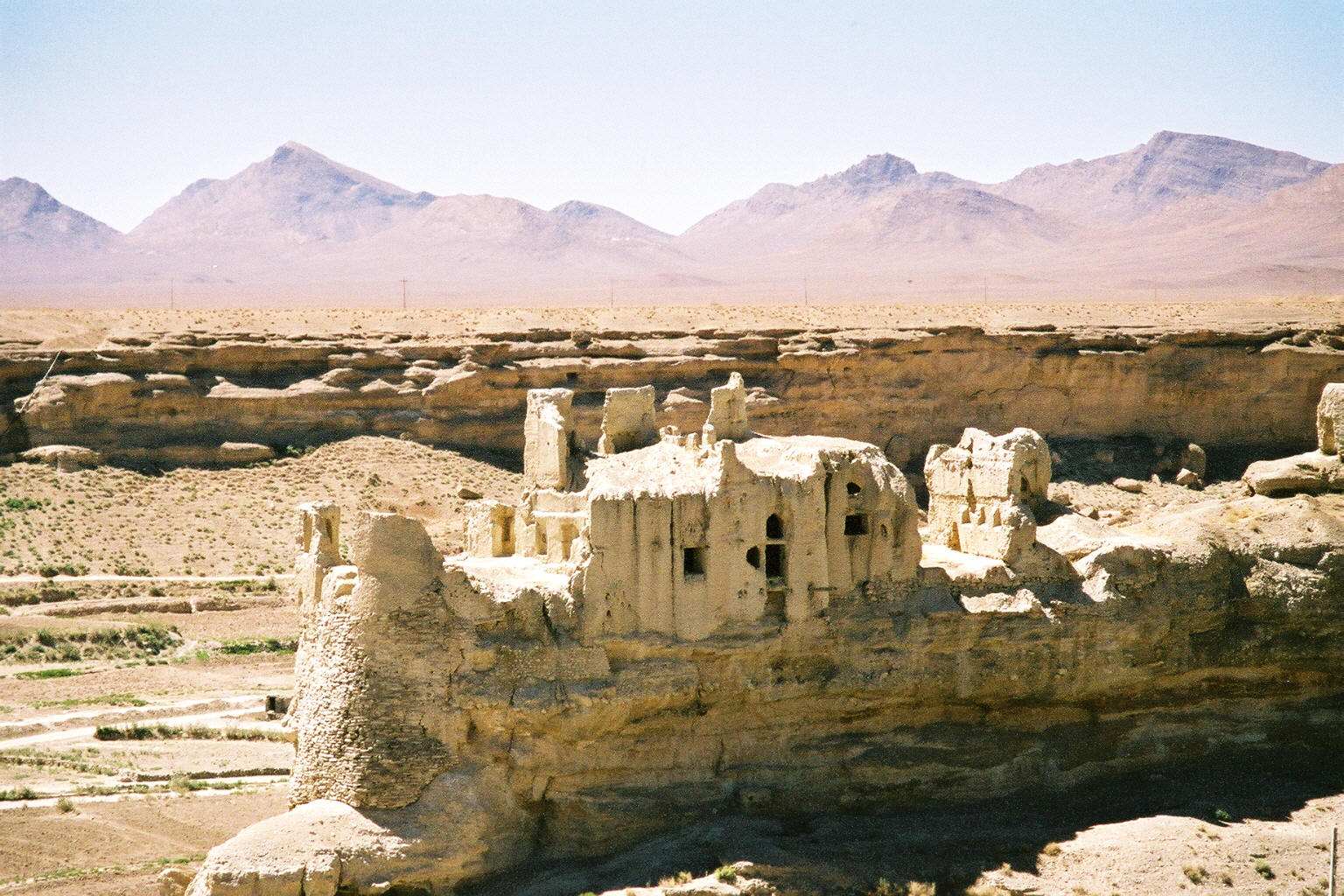
ویرانه‌های روزگار ساسانی
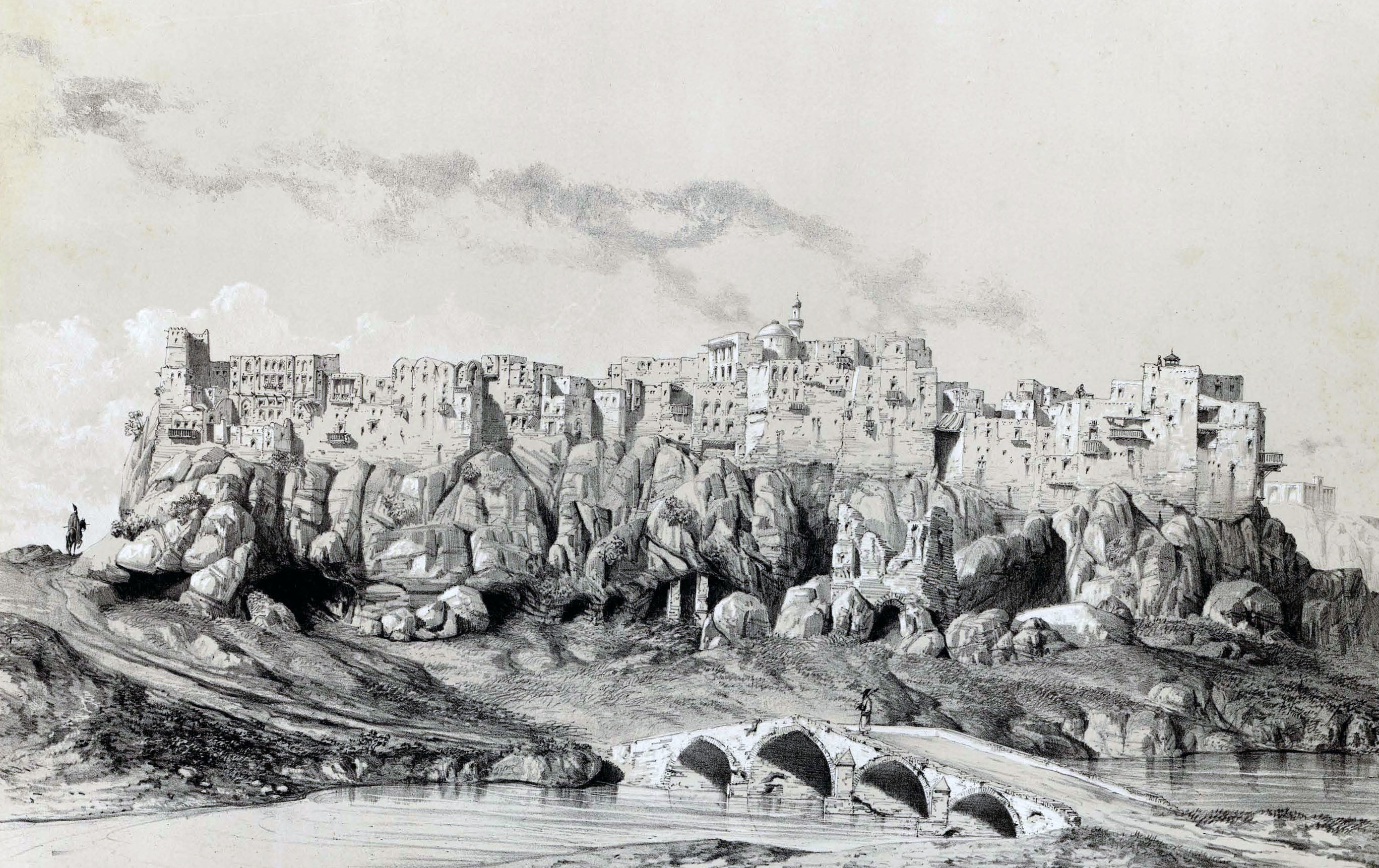
نگاره‌ای از دژ ایزدخواست بدستان اوژن فلاندن، سال ۱۸۴۰